# Isabella Girardeau
Isabella Girardeau (eigtl.: Isabella Calliari (?); genannt: La Isabella, Signora Isabella, Mademoiselle Girardo; nachgewiesen 1709 bis 1712) war eine barocke Opernsängerin (Sopran), die in London wirkte. Ihr Andenken ist mit einer weltberühmten Arie von Georg Friedrich Händel verbunden.

## Leben

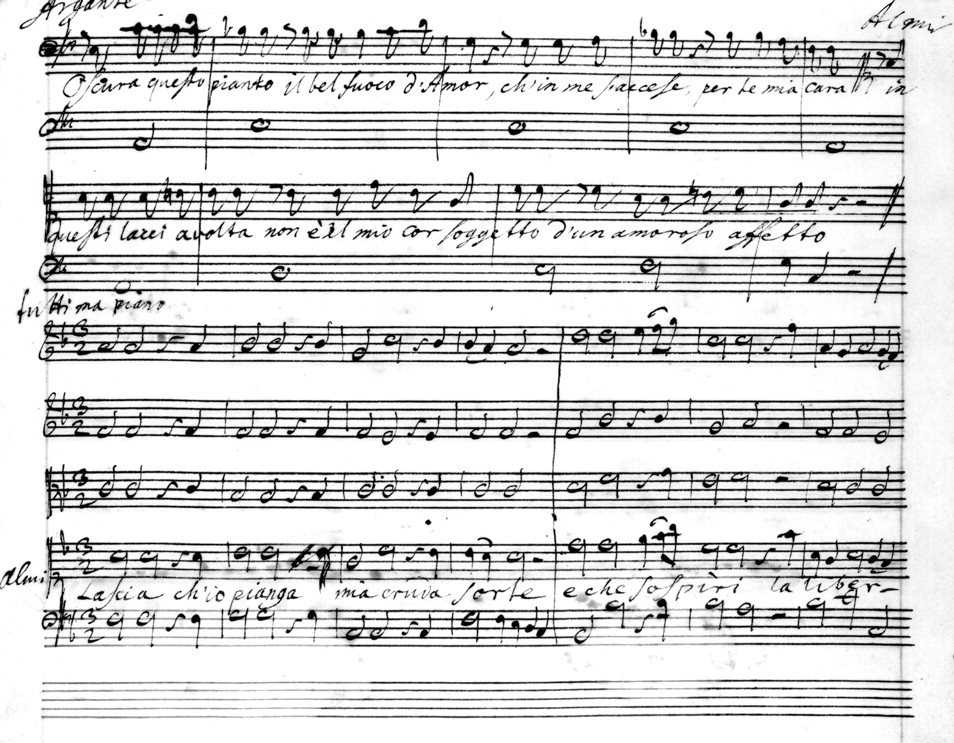
Beginn von Händels Arie Lascia ch’io pianga im Autograph (Rinaldo, 1711)

Über diese Sängerin ist nur sehr wenig bekannt. Laut Charles Burney war sie eine Italienerin, die mit einem Franzosen verheiratet war. Es wird vermutet, dass sie identisch mit einer Isabella Calliari ist, die in Quadrios Liste von Sängern der Jahre 1700 bis 1720 erscheint. Wegen ihres französischen Nachnamens Girardeau wurde sie auch oft als „Mademoiselle“ bezeichnet.
Im Dezember 1709 schloss sie einen Vertrag mit dem Queen’s Theatre in London und trat im Januar 1710 als Celinda in der Oper (Pasticcio?) Almahide auf, wo sie laut Burney zwei sehr verschiedene Arien zu singen hatte: ein pathetisches Largo und eine virtuose aria di bravura. Im darauffolgenden März verkörperte sie die Mandana in Francesco Mancinis Oper Idaspe fedele, neben dem berühmten Nicolino. Wohl im gleichen Jahr wirkte sie auch gemeinsam mit anderen Opernsängern und dem Trompeter John Grano in einem Konzert bei der Herzogin von Shrewsbury im Kensington Palace mit.
Während der Saison 1710–11 erhielt Isabella Girardeau eine Gage von 300 Pfund für ihre Auftritte als Climene in Alessandro Scarlattis Pirro e Demetrio, als Fronima in Giovanni Bononcinis Etearco und als liebliche Almirena in Händels erster für England geschriebener Oper Rinaldo. Darin sang sie die Sarabanda „Lascia ch’io pianga“ („Lass mich beweinen“), die heute wohl Händels berühmteste Arie überhaupt ist. Es heißt, die Girardeau sei nicht nur in der Oper, sondern auch im wahren Leben eine „bittere Rivalin“ von Elisabetta Pilotti-Schiavonetti gewesen, der Darstellerin der Zauberin Armida (in Rinaldo).
1711–12 trat sie noch in zwei Opern von Francesco Gasparini auf: in Antioco in der Hosenrolle des Oronte und in Ambleto als Veremonda, wo sie laut Burney „eine laute Arie mit obligaten Trompeten und Oboen“ („a noisy song for trumpets and hautbois obligati“) zu singen hatte.
Danach verliert sich ihre Spur. Schon um 1720 galt „La Isabella“ als „a star of the past“ (Star der Vergangenheit).